# Qualificazioni al campionato mondiale di calcio 2022 - CONCACAF - terza fase

## Classifica
| Squadra     | Pt | G  | V | N | P  | GF | GS | DR  |
| ----------- | -- | -- | - | - | -- | -- | -- | --- |
| Canada      | 28 | 14 | 8 | 4 | 2  | 23 | 7  | +16 |
| Messico     | 28 | 14 | 8 | 4 | 2  | 17 | 8  | +9  |
| Stati Uniti | 25 | 14 | 7 | 4 | 3  | 21 | 10 | +11 |
| Costa Rica  | 25 | 14 | 7 | 4 | 3  | 13 | 8  | +5  |
| Panama      | 21 | 14 | 6 | 3 | 5  | 17 | 19 | -2  |
| Giamaica    | 11 | 14 | 2 | 5 | 7  | 12 | 22 | -10 |
| El Salvador | 10 | 14 | 2 | 4 | 8  | 8  | 18 | -10 |
| Honduras    | 4  | 14 | 0 | 4 | 10 | 7  | 26 | -19 |

## Risultati

### 1ª giornata
| Arbitro: | Fernando Guerrero |

|                  |           |                     |
| Larin 66’ (rig.) | Marcatori | 40’ (rig.) A. López |

| Panama 2 settembre 2021, ore 20:05 UTC-5 | Panama      | 0 – 0 referto | Costa Rica | Stadio Rommel Fernández\| Arbitro: \| Iván Barton \| |
| Arbitro:                                 | Iván Barton |               |            |                                                      |

| Arbitro: | Selvin Brown |

|                     |           |               |
| Vega 50’ Martín 89’ | Marcatori | 65’ Nicholson |

| San Salvador 2 settembre 2021, ore 20:05 UTC-6 | El Salvador           | 0 – 0 referto | Stati Uniti | Estadio Cuscatlán (29 000 spett.)\| Arbitro: \| Juan Gabriel Calderon \| |
| Arbitro:                                       | Juan Gabriel Calderon |               |             |                                                                          |

### 2ª giornata
| Arbitro: | Ismael Alexander Cornejo Melendez |

|  |           |                                               |
|  | Marcatori | 14’ Andrade Cedeño 39’ Blackburn 82’ Waterman |

| San Salvador 5 settembre 2021, ore 17:00 UTC-6 | El Salvador              | 0 – 0 referto | Honduras | Estadio Cuscatlán\| Arbitro: \| Walter López Castellanos \| |
| Arbitro:                                       | Walter López Castellanos |               |          |                                                             |

| Arbitro: | Ismail Elfath |

|  |           |                     |
|  | Marcatori | 45+1’ (rig.) Pineda |

| Arbitro: | Oshane Nation |

|              |           |           |
| Aaronson 55’ | Marcatori | 62’ Larin |

### 3ª giornata
| Arbitro: | Ricardo Montero |

|                                      |           |  |
| Hutchinson 6’ David 11’ Buchanan 59’ | Marcatori |  |

| Arbitro: | Drew Fischer |

|          |           |               |
| Marín 3’ | Marcatori | 47’ Nicholson |

| Arbitro: | Mario Escobar |

|               |           |            |
| Blackburn 28’ | Marcatori | 76’ Corona |

| Arbitro: | Fernando Hernández Gómez |

|          |           |                                                  |
| Moya 27’ | Marcatori | 48’ Robinson 75’ Pepi 85’ Aaronson 90+3’ Lletget |

### 4ª giornata
| Arbitro: | Reon Radix |

|               |           |  |
| Pepi 49’, 62’ | Marcatori |  |

| San Pedro Sula 7 ottobre 2021, ore 18:05 UTC-6 | Honduras      | 0 – 0 referto | Costa Rica | Stadio olimpico metropolitano\| Arbitro: \| Mario Escobar \| |
| Arbitro:                                       | Mario Escobar |               |            |                                                              |

| Arbitro: | Ismael Cornejo |

|             |           |            |
| Sánchez 21’ | Marcatori | 42’ Osorio |

| Arbitro: | Oshane Nation |

|               |           |  |
| Hernández 37’ | Marcatori |  |

### 5ª giornata
| Kingston 10 ottobre 2021, ore 17:00 UTC-5 | Giamaica       | 0 – 0 referto | Canada | Independence Park\| Arbitro: \| Keylor Herrera \| |
| Arbitro:                                  | Keylor Herrera |               |        |                                                   |

| Arbitro: | César Ramos |

|           |           |  |
| Godoy 54’ | Marcatori |  |

| Arbitro: | Héctor Martínez |

|                            |           |               |
| Ruiz 52’ Borges 58’ (rig.) | Marcatori | 12’ Henríquez |

| Arbitro: | Ismail Elfath |

|                                       |           |  |
| Córdova 18’ Funes Mori 76’ Lozano 86’ | Marcatori |  |

### 6ª giornata
| Arbitro: | Daneon Parchment |

|                             |           |           |
| Dest 25’ Moreira 66’ (aut.) | Marcatori | 1’ Fuller |

| Arbitro: | Armando Villarreal |

|                                                      |           |              |
| Murillo 28’ (aut.) Davies 66’ Buchanan 71’ David 78’ | Marcatori | 5’ Blackburn |

| Arbitro: | Bryan López |

|  |           |                      |
|  | Marcatori | 38’ Roofe 79’ Fisher |

| Arbitro: | Drew Fischer |

|  |           |                                 |
|  | Marcatori | 30’ Moreno 90+3’ (rig.) Jiménez |

### 7ª giornata
| Arbitro: | Drew Fischer |

|                   |           |                                  |
| Elis 30’ Moya 59’ | Marcatori | 77’ Waterman 81’ Yanis 85’ Davis |

| Arbitro: | José Raúl Torres Rivera |

|            |           |             |
| Roldan 90’ | Marcatori | 82’ Antonio |

| Arbitro: | Ismail Elfath |

|           |           |  |
| David 57’ | Marcatori |  |

| Arbitro: | Iván Barton |

|                          |           |  |
| Pulisic 74’ McKennie 85’ | Marcatori |  |

### 8ª giornata
| Arbitro: | Juan Calderòn |

|             |           |          |
| Antonio 22’ | Marcatori | 11’ Weah |

| Arbitro: | Jair Marrufo |

|                         |           |            |
| Duarte 20’ Torres 90+5’ | Marcatori | 35’ Quioto |

| Arbitro: | Marco Ortiz |

|                          |           |              |
| Waterman 50’ Góndola 52’ | Marcatori | 1’ Henríquez |

| Arbitro: | Mario Escobar |

|                  |           |             |
| Larin 45+2’, 52’ | Marcatori | 90’ Herrera |

### 9ª giornata
| Arbitro: | Bryan López |

|              |           |  |
| Robinson 58’ | Marcatori |  |

| Arbitro: | Ismael Cornejo |

|             |           |                     |
| Johnson 50’ | Marcatori | 81’ Martin 83’ Vega |

| Arbitro: | Daneon Parchment |

|  |           |                                |
|  | Marcatori | 10’ (aut.) Maldonado 72’ David |

| Arbitro: | Ismail Elfath |

|          |           |  |
| Ruiz 65’ | Marcatori |  |

### 10ª giornata
| Arbitro: | César Ramos Palazuelos |

|                         |           |  |
| Larin 7’ Adekugbe 90+5’ | Marcatori |  |

| Arbitro: | Selvin Brown |

|                                       |           |                            |
| Brown 43’ (aut.) Davis 51’ Ariano 69’ | Marcatori | 5’ (rig.) Antonio 87’ Grey |

| Città del Messico 30 gennaio 2022, ore 17:00 UTC-6 | Messico       | 0 – 0 referto | Costa Rica | Stadio Azteca\| Arbitro: \| Said Martínez \| |
| Arbitro:                                           | Said Martínez |               |            |                                              |

| Arbitro: | Keylor Herrera |

|  |           |                         |
|  | Marcatori | 35’ Bonilla 90+2’ Cerén |

### 11ª giornata
| Arbitro: | Jair Marrufo |

|  |           |              |
|  | Marcatori | 62’ Campbell |

| Arbitro: | Oshane Nation |

|                                       |           |  |
| McKennie 8’ Zimmerman 37’ Pulisic 68’ | Marcatori |  |

| Arbitro: | Armando Villarreal |

|  |           |                            |
|  | Marcatori | 66’ Hutchinson 90+4’ David |

| Arbitro: | Iván Barton |

|                    |           |  |
| Jiménez 80’ (rig.) | Marcatori |  |

### 12ª giornata
| Arbitro: | Fernando Hernández Gómez |

|          |           |              |
| Gray 72’ | Marcatori | 21’ Zavaleta |

| Arbitro: | Ismail Elfath |

|               |           |              |
| Blackburn 23’ | Marcatori | 65’ K. López |

| Città del Messico 24 marzo 2022, ore 20:00 UTC-6 | Messico       | 0 – 0 referto | Stati Uniti | Stadio Azteca\| Arbitro: \| Mario Escobar \| |
| Arbitro:                                         | Mario Escobar |               |             |                                              |

| Arbitro: | Said Martínez |

|              |           |  |
| Borges 45+1’ | Marcatori |  |

### 13ª giornata
| Arbitro: | Fernando Guerrero |

|                                                        |           |  |
| Larin 13’ Buchanan 44’ Hoilett 82’ Mariappa 89’ (aut.) | Marcatori |  |

| Arbitro: | Daneon Parchment |

|                  |           |                              |
| Gil Mosquera 31’ | Marcatori | 30’ Contreras 45+1’ Campbell |

| Arbitro: | Ivan Barton |

|                                                                |           |           |
| Pulisic 17’ (rig.), 45+4’ (rig.), 65’ Arriola 23’ Ferreira 27’ | Marcatori | 86’ Godoy |

| Arbitro: | Armando Villareal |

|  |           |             |
|  | Marcatori | 70’ Álvarez |

### 14ª giornata
| Arbitro: | Jair Marrufo |

|            |           |  |
| Torres 49’ | Marcatori |  |

| Arbitro: | Keylor Herrera |

|                           |           |            |
| Bailey 38’ Morrison 45+2’ | Marcatori | 18’ Tejeda |

| Arbitro: | Oshane Nation |

|                        |           |  |
| Antuna 17’ Jiménez 44’ | Marcatori |  |

| Arbitro: | Drew Fischer |

|                          |           |  |
| Vargas 51’ Contreras 60’ | Marcatori |  |

## Classifica marcatori
6 reti
- Cyle Larin (1 rig.)

5 reti
- Jonathan David

- Christian Pulisic (2 rig.)

4 reti
- Rolando Blackburn

3 reti
- Tajon Buchanan
- Michail Antonio (1 rig.)

- Raúl Jiménez (2 rig.)
- Cecilio Waterman

- Ricardo Pepi

2 reti
- Atiba Hutchinson
- Celso Borges (1 rig.)
- Joel Campbell
- Anthony Contreras
- Bryan Ruiz
- Jairo Henríquez

- Andre Gray
- Shamar Nicholson
- Brayan Moya
- Henry Martín
- Alexis Vega
- Eric Davis

- Aníbal Godoy
- Brenden Aaronson
- Weston McKennie
- Antonee Robinson

1 rete
- Sam Adekugbe
- Alphonso Davies
- David Hoilett
- Jonathan Osorio
- Gerson Torres Barrantes
- Jimmy Marín
- Keysher Fuller
- Óscar Duarte
- Juan Pablo Vargas
- Enrico Hernández
- Cristian Gil Mosquera
- Alex Roldan
- Darwin Cerén
- Nelson Bonilla
- Eriq Zavaleta
- Leon Bailey

- Oniel Fisher
- Daniel Johnson
- Ravel Morrison
- Kemar Roofe
- Alberth Elis
- Alexander López (1 rig.)
- Kevin López
- Romell Quioto
- Ángel Tejeda
- Edson Álvarez
- Uriel Antuna
- Sebastián Córdova
- Jesús Corona
- Rogelio Funes Mori
- Héctor Herrera
- Hirving Lozano

- Héctor Moreno
- Orbelín Pineda (1 rig.)
- Jorge Sánchez
- Andrés Andrade Cedeño
- Azmahar Ariano
- Gabriel Torres
- César Yanis
- Freddy Góndola
- Paul Arriola
- Sergiño Dest
- Jesús Ferreira
- Sebastian Lletget
- Timothy Weah
- Walker Zimmerman

Autoreti
- Leonel Moreira (1, pro  Stati Uniti)
- Denil Maldonado (1, pro  Canada)

- Javain Brown (1, pro  Panama)
- Adrian Mariappa (1, pro  Canada)

- Michael Murillo (1, pro  Canada)